# Joseph Stone
Pour les articles homonymes, voir Stone.
Joseph Stone, de son vrai nom Joseph Benjamin Stone, est un scénariste né le 19 avril 1914 à Carstairs dans la province d'Alberta au Canada et mort le 5 octobre 2001 à Bellingham dans l'État de Washington aux États-Unis.

## Filmographie

### scénariste (cinéma)
- 1956 : World in My Corner de Jesse Hibbs
- 1958 : Sur la piste de la mort (en) de Charles F. Haas
- 1959 : Opération Jupons de Blake Edwards

### scénariste (télévision)
- 1959 : La Grande Caravane (2 épisodes)
- 1959 : Black Saddle (2 épisodes)
- 1959 : The Man and the Challenge (1 épisode)
- 1959 : World of Giants (1 épisode)
- 1959 : The Rough Riders (6 épisodes)
- 1959-1960 : Pony Express (3 épisodes)
- 1960 : Bonanza (1 épisode)
- 1960 : Le grand prix
- 1960 : Shotgun Slade (1 épisode)
- 1960-1961 : Stagecoach West (5 épisodes)
- 1960-1961 : Bat Masterson (2 épisodes)
- 1962 : The Tall Man (1 épisode)
- 1962 : Target: The Corruptors (1 épisode)
- 1977 : Opération charme (3 épisodes)

## Nominations
- Oscars du cinéma 1960 : Nomination pour l'Oscar du meilleur scénario original (Opération Jupons)